# Hillsboro (Illinois)
Hillsboro is een plaats (city) in de Amerikaanse staat Illinois, en valt bestuurlijk gezien onder Montgomery County.

## Demografie
Bij de volkstelling in 2000 werd het aantal inwoners vastgesteld op 4359. In 2006 is het aantal inwoners door het United States Census Bureau geschat op 6267, een stijging van 1908 (43,8%).

## Geografie
Volgens het United States Census Bureau beslaat de plaats een oppervlakte van 13,8 km², waarvan 9,3 km² land en 4,5 km² water. Hillsboro ligt op ongeveer 191 m boven zeeniveau.

## Plaatsen in de nabije omgeving
De onderstaande figuur toont nabijgelegen plaatsen in een straal van 12 km rond Hillsboro.